# Kobylin-Borzymy (plaats)
Kobylin-Borzymy is een dorp in het Poolse woiwodschap Podlachië, in het district Wysokomazowiecki. De plaats maakt deel uit van de gemeente Kobylin-Borzymy.